# Eminentie
Uwe Eminentie, wat letterlijk "vooraanstaandheid" betekent en ontleend is aan het Latijnse werkwoord "eminere", is in het protocol de titel van de leden van het College van Kardinalen, de prinsen van de katholieke kerk. Zij behoren als leden van het College waaruit de Paus gekozen wordt volgens het gangbare protocol tot de kroonprinsen. Deze titel, voluit " Zijne Eminentie de Hoogwaardige Heer .... Kardinaal ...." wordt sinds 10 juni 1630 gebruikt. Toen werd vastgelegd dat ook bisschoppen Eminenties zouden zijn maar dat werd later vervangen door "excellentie" en "Monseigneur". Voor deze tijd was een kardinaal een "Illustrissimus". Een kardinaal blijft de titel zijn leven lang gebruiken, ook wanneer hij afgetreden is als Kardinaal-aartsbisschop (al hoeft men niet per se aartsbisschop te zijn om tot kardinaal te kunnen worden gecreëerd).
Ook een Metropoliet in de oosters-katholieke kerken is een Eminentie.
Onder de leken werden de Keurvorsten van het Heilige Roomse Rijk van de Duitse Natie wel "Eminenties" genoemd. 